# Henrik Georg Falkenberg (1803–1873)
Henrik Georg Falkenberg af Bålby, född 14 maj 1803 i Stockholm, död 15 november 1873 i Stockholm, var en svensk greve, militär och hovman.

## Biografi
Henrik Georg Falkenberg af Bålby föddes 1803 i Stockholm. Han var son till överstekammarjunkaren, greve Henrik Falkenberg af Bålby och friherrinnan Fredrika Ruuth. Falkenberg blev 10 april 1810 sergeant vid Livgrenadjärregementets rusthållsdivision och 1 oktober 1817 student vid Uppsala universitet. Han blev 18 juni 1820 fanjunkare, 20 februari 1821 kornett vid Livregementets dragonkår och 27 juni 1826 löjtnant. Falkenberg transporterades 9 maj 1827 till Andra livgrenadjärregementet och blev 3 oktober 1827 kapten. Han blev 1833 kammarherre i hovet och tog 11 september 1838 avsked ur krigstjänsten med majors namn, heder och värdighet. Falkenberg utnämndes 28 juli 1863 till kommendör av Dannebrogorden och 28 januari 1865 till kommendör av Vasaorden. Han avled 1873 i Stockholm.

### Egendom
Falkenberg ägde fideikommissen Brokinds slott och Västerby i Vårdnäs socken, samt Västerås kvarnar utanför Västerås.

### Familj
Falkenberg gifte sig 8 augusti 1830 på Sonstorps bruk i Hällestads socken med grevinnan Christina Lovisa Mörner af Morlanda (1812–1861), dotter till ryttmästaren, greve Gustaf Stellan Mörner af Morlanda och Anna Sofia Burenstam. De fick tillsammans barnen Eleonora Fredrika Sofia Falkenberg (1833–1838), Henrriette Emma Lovisa Falkenberg (1834–1922) som var gift med kommendörkaptenen Jakob Fridolf Thorssell, Ebba Christina Charlotta Falkenberg (1835–1836), Hedvig Anna Maria Falkenberg (1837–1885) som var gift med majoren, greve John William Patrik Hamilton, kammarherren Melker Falkenberg (1841–1906), Fredrika Christina Falkenberg (1842–1874) som var gift med ryttmästaren, greve Axel Otto De la Gardie och underlöjtnanten Henrik Carl Adam Falkenberg (1845–1898).